# Зубов, Николай Васильевич (учёный)
Николай Васильевич Зубов (р. 1 января 1936 (в других источниках — 1937), Малые Кармалы, Ибресинский район, Чувашская АССР, СССР) — советский и российский учёный, кандидат физико-математических наук.  Лауреат Государственной премии Российской Федерации в области науки и техники (1999).

## Биография
Родился в селе Малые Кармалы Чувашской АССР. 
В 1960 году окончил Казанский государственный университет.
С 1960 по 1964 год работал в должности младшего научного сотрудника, преподавателя Казанского государственного университета.
С 1964 по 1995 год — сотрудник Краснодарского филиала НИИ нефти и газа. Специалист в области математического моделирования разработки нефтяных месторождений, принимал участие в разработке, проектировании и анализе месторождений нефти стран СНГ. 
С 1995 года работает заведующим лабораторией экспериментальной химии института «УдмуртНИПИнефть» (с 2001 ОАО «Удмуртское научно-производственное предприятие — НИПИнефть»).
Является автором научных трудов.

## Участие в научных сообществах
- Член-корреспондент Российской академии естественных наук.

## Награды
- Государственная премия Российской Федерации в области науки и техники (1999).